# Leleakî, Pîreatîn
Leleakî (în ucraineană Леляки) este un sat în comuna Sasînivka din raionul Pîreatîn, regiunea Poltava, Ucraina.

## Demografie
Componența lingvistică a localității Leleakî
     Ucraineană (94,86%)
     Belarusă (4%)
     Rusă (1,14%)
Conform recensământului din 2001, majoritatea populației localității Leleakî era vorbitoare de ucraineană (94,86%), existând în minoritate și vorbitori de belarusă (4%) și rusă (1,14%).